# Сальницька
Са́льницька, або Са́льничка — мала річка в Україні, у Хмільницькому районі Вінницької області, ліва притока Сниводи (басейн Південного Бугу).

## Опис
Довжина річки 18 км, похил — 1,8 м/км. Формується з багатьох безіменних струмків та водойм. Площа басейну 76,2 км².

## Розташування
Бере початок у селі Лісогірка. Тече переважно на південний схід через Сальницю й Морозівку і в Уланові впадає в річку Снивода, ліву притоку Південного Бугу, на 34 або 36-му кілометрі від її гирла.

## Притоки
- Річка без назви - ліва притока. Бере початок на північно-західній околиці села Гнатівка. Тече переважно на південний схід і у селі Сальниця впадає у річку Сальницьку за 9 км від її гирла. Довжина річки 5,6 км, площа басейну - 10,7 км².
- Лип'ятінка - ліва притока.